# Above
Above es el primer y único disco del supergrupo de rock alternativo Mad Season, lanzado el 14 de marzo de 1995 por Columbia Records. Fue certificado álbum de oro por la RIAA en los Estados Unidos. Layne Staley también se hizo cargo del artwork de este álbum, dicho dibujo está basado en una foto en la que él aparece con su novia Demri Lara Parrot. Al interior del álbum, también se pueden apreciar otros dibujos de Staley. Cómo curiosidad, el álbum fue lanzado el mismo día que el álbum homónimo de Collective Soul y A Boy Named Goo, 5° álbum de estudio de los Goo Goo Dolls.
Los sencillos extraídos del disco serían River of Deceit y I Don't Know Anything. En el disco, además de la formación original, colaboraron Mark Lanegan en I'm Above y Long Gone Day y Skerik tocando el saxofón en Long Gone Day.

## Antecedentes
Durante la producción del álbum Vitalogy de Pearl Jam, el guitarrista Mike McCready entró en rehabilitación en Minneapolis, Minnesota, donde conoció a John Baker Saunders bajista de The Lamont Cranston Band. En 1994, cuando los dos regresaron a Seattle, formaron una banda lateral a sus proyectos con Barrett Martin baterista de Screaming Trees. Inmediatamente el trío se hizo un tiempo para ensayar juntos y comenzó a escribir material. Luego McCready trajo a su amigo Layne Staley frontman de Alice in Chains para completar la formación. McCready estaba esperanzado de que se mantendría sobrio y que los demás músicos también impulsarían a Staley a la sobriedad.

## Grabación
El álbum fue registrado en 1994 en los estudios "Bad Animals" en Seattle, Washington. La banda trabajo con el productor Brett Eliason, quien había trabajado previamente con McCready como ingeniero de sonido de Pearl Jam. El álbum fue mezclado por Eliason. Las canciones "Wake Up" y "River of Deceit" salieron de los ensayos que la banda realizó cuando Staley se unió al grupo. La canción "Artificial Red" se unió en un show que la banda dio en el Crocodile Cafe en octubre de 1994. Las canciones "Lifeless Dead" y "I Don't Know Anything" primero fueron estrenadas en una presentación que la banda hizo en la radio Self-Pollution el 8 de enero de 1995, este registro fue pirateado y difundido por Seattle también estaba disponible para cualquiera de las estaciones de radio que querían reproducirlo. McCready dijo, "Hicimos toda la música de Mad Season en unos siete días. A Layne le tomó unos pocos días más para terminar las voces, fue intenso ya que sólo ensayamos dos veces e hicimos cuatro shows. Así que esto ha sido lo más espontáneo en lo cual he estado involucrado que he alguna vez involucrado. Esto se hizo incluso más rápido que Temple of the Dog el cual tuvo unas cuatro semanas...Con Mad Season comenzamos a tocar y todo el mundo tenía ideas las cuales solo fueron desarrolladas en tres o cuatro días".
Mccready dijo, "Le dije [a Staley]...Haz lo que quieras, escribe todas las letras de las canciones. Eres el cantante. Él había venido y él haría buenas canciones". Durante la realización del álbum, Staley leía El Profeta de Kahlil Gibran. Martin dijo, "Layne Staley sentía como si estuviera en una misión espiritual a través de su música. No en una misión de rock, sino en una misión espiritual."

## Música y letras
McCready describió las canciones del álbum como un "con cosas de jazz algunas de blues y algunas de arena rock." Stephen Thomas Erlewine de Allmusic dijo que el álbum "suena como un cruce entre Alice in Chains y Pearl Jam, tomando la seriedad pesada de Alice y el actualizado sonido de las guitarras de los años 70's de Pearl Jam". El verso de "I Don't Know Anything" cuenta con un zumbido de distorsion el cual se centra en el uso de armónicos de la guitarra. "Long Gone Day" tiene influencias de géneros tan diversos como jazz, rock progresivo, rock clásico, y blues. El saxofonista Skerik contribuyó en la canción.
Staley está acreditado como escritor de todas las letras en las notas de la edición de lujo de 2013. De la misma forma que en la mayoría de canciones de Alice in Chains, las letras de Staley tratan de su lucha contra la adicción y otros problemas personales. Líricamente, la mayor parte de "River of Deceit" está inspirado en el libro "El Profeta de Khalil Gibran. Mark Lanegan vocalista de Screaming Trees contribuye como vocalista invitado en "I'm Above" y "Long Gone Day"; también se lo acredita por coescribir la música para estas pistas junto con McCready y Martin. Lanegan también escribió en el disco 1 de la edición deluxe las letras de los tres temas extras - "Locomotive", "Black Book of Fear", y "Slip Away". Peter Buck guitarrista de R.E.M. está acreditado por coescribir la música para "Black Book of Fear" junto con McCready, Martin, Saunders, y Lanegan.

## Lanzamiento y recibimiento
Above recibió críticas positivas por encima de los críticos de música y fue muy bien recibido por los fanes de grunge, pero algunos críticos señalaron fallas del álbum. A pesar de algunas críticas negativas, el álbum fue un éxito comercial moderado. En el transcurso de 1995, Above escalo el número 24 en la revista Billboard 200. Above fue certificado oro por la RIAA.
Melody Maker llamó al álbum "una combinación entre la música country y Black Sabbath". "unas vacaciones refrescantes de las presiones del ultra-estrellato y de las empresas"
El redactor de Allmusic Stephen Thomas Erlewine le dio al álbum tres de cinco estrellas, diciendo que "el álbum serpentea sin mucho sentido, sin embargo, hay destellos de invención, en particular en el trabajo de Staley con McCready contribuyendo con algunos deliciosas canciones." Barbara Davies redactor de la revista Rolling Stone le dio dos y medio de cinco estrellas, diciendo que Mad Season "toma riesgos artísticos y que se propuso hacer algo nuevo en Above". Sin embargo, criticó el álbum que tiene una "calidad impredesible". Davies puso fin a la opinión al afirmar que "la banda es-a veces-más que la mera suma de sus integrantes". Chuck Eddy de Entertainment Weekly le dio al álbum una C. El dijo, "Un solo de saxo y guitarra zoom proporcionan un alivio momentáneo, pero la mayoría de lo que hace Mad Season es un sludge insportablemente inmóvil" El término diciendo, "Es un gran problema cuando una de las canciones más optimistas se llama "Lifeless Dead" (Muerte Sin Vida)
Above incluye los sencillos "River of Deceit", "I Don't Know Anything", y "Long Gone Day". El sencillo líder "River of Deceit" estuvo acompañado de un video musical, mientras que otros videos fueron tomados de las actuaciones del lanzamiento del vídeo casero de la banda, Live at the Moore. "River of Deceit" fue la canción más exitosa de Above en los charts de rock, alcanzando el número dos en las listas Mainstream Rock y el número nueve en las listas de Modern Rock. "I Don't Know Anything" también estuvo en las listas Mainstream Rock. "River of Deceit" es posiblemente la canción más conocida del grupo, mientras que "I Don't Know Anything" aún mantiene una modesta radiodifusión.

### Relanzamiento
En octubre de 2012, el baterista Barrett Martin anunció que saldría a la venta una caja recopilatoria de Mad Season, el cual sería lanzado el 12 de marzo de 2013, casi 18 años después del día en que fue lanzado Above. La fecha de lanzamiento fue ampliada hasta el 2 de abril de 2013. Martin dijo

Para honrar a nuestros hermanos fallecidos, Mike y yo supervisamos un Box Set de Mad Season, que saldrá a la venta el 12 de marzo de 2013. Contiene el álbum Above remasterizado, el concierto de Moore en DVD con sonido envolvente y varias grabaciones en vivo que nunca publicamos. Lo más emocionante: tres canciones con letra y voz de Mark Lanegan, canciones que empezamos a grabar para el segundo álbum, pero que nunca terminamos debido a las muertes de Baker y Layne. Una de las canciones la compuso Peter Buck con nosotros, y las otras dos son de Mike y mías. Son tres de las canciones más pesadas y hermosas de Mad Season, y sé que a Layne y a Baker les encantarán.

El 7 de enero de 2003, Blabbermouth.net informó que Legacy Recordings lanzará la edición deluxe de Above, un box set triple el cual incluye dos CD y un DVD. Se incluirá el álbum de estudio original y una serie de extras, concretamente algunos temas inéditos cuando la banda comenzó a grabar el segundo álbum con las letras y la voz de Mark Lanegan, también estará el set completo de la presentación de la banda en directo en "Live at the Moore" realizado el 29 de abril de 1995, y el primer lanzamiento del DVD oficial de "Live at the Moore", que incluye un vídeo del concierto completo que la banda dio en Año Nuevo en el RKCNDY Club de Seattle.

## Empaquetado
El sombrío álbum en blanco y negro fue ilustrado por Staley. El dibujo se basa en una fotografía de Staley y su entonces novia, Demri Lara Parrott. El título del álbum viene de la canción "I'm Above".

## Lista de canciones

### Lanzamiento original (1995)
Todas las canciones compuestas por Layne Staley, execepto donde lo indica. Toda la música por Mad Season, excepto donde lo indica.

| N.º | Título                  | Música                                 | Duración |  |
| 1.  | «Wake Up»               |                                        | 7:38     |  |
| 2.  | «X-Ray Mind»            |                                        | 5:12     |  |
| 3.  | «River of Deceit»       |                                        | 5:04     |  |
| 4.  | «I'm Above»             | Martin, McCready, Staley, Mark Lanegan | 5:44     |  |
| 5.  | «Artificial Red»        |                                        | 6:16     |  |
| 6.  | «Lifeless Dead»         |                                        | 4:29     |  |
| 7.  | «I Don't Know Anything» |                                        | 5:01     |  |
| 8.  | «Long Gone Day»         | Martin, McCready, Staley, Lanegan      | 4:52     |  |
| 9.  | «November Hotel»        |                                        | 7:08     |  |
| 10. | «All Alone»             |                                        | 4:12     |  |

Bonus tracks en la versión en CD de 2013
| N.º | Título                       | Letras      | Música                                          | Duración |  |
| 11. | «Interlude»                  |             |                                                 | 0:43     |  |
| 12. | «Locomotive»                 | Lanegan     |                                                 | 4:34     |  |
| 13. | «Black Book Of Fear»         | Lanegan     | Martin, McCready, Saunders, Lanegan, Peter Buck | 6:08     |  |
| 14. | «Slip Away»                  | Lanegan     |                                                 | 5:39     |  |
| 15. | «I Don't Wanna Be a Soldier» | John Lennon | Lennon                                          | 5:52     |  |

### 2013 deluxe edition CD 2:Live at the Moore
Material inédito audio completo de la presentación "Live At The Moore" en Seattle, Washington, 29 de abril de 1995. ver artículo.

Todas las canciones escritas y compuestas por Barrett Martin, Mike McCready, John Baker Saunders, y Layne Staley, excepto donde lo indica. 
| N.º | Título                       | Escritor(es)                      | Duración |  |
| 1.  | «Wake Up»                    |                                   | 7:38     |  |
| 2.  | «Lifeless Dead»              |                                   | 4:59     |  |
| 3.  | «Artificial Red»             |                                   | 6:21     |  |
| 4.  | «River Of Deceit»            |                                   | 5:10     |  |
| 5.  | «I Don't Wanna Be A Soldier» | John Lennon                       | 9:20     |  |
| 6.  | «Long Gone Day»              | Lanegan, Martin, McCready, Staley | 5:21     |  |
| 7.  | «I'm Above»                  | Lanegan, Martin, McCready, Staley | 5:36     |  |
| 8.  | «I Don't Know Anything»      |                                   | 6:23     |  |
| 9.  | «X-Ray Mind»                 |                                   | 5:32     |  |
| 10. | «All Alone»                  |                                   | 4:17     |  |
| 11. | «November Hotel»             |                                   | 13:49    |  |

### DVD:Live at the Mooremás material extra
Video completo de la presentación en "Live At The Moore" en Seattle, Washington, el 29 de abril de 1995, más el material extra que incluye un concierto completo de la actuación de la banda en víspera de Año Nuevo de 1995 en el RKCNDY en Seattle, y las dos canciones que hicieron en la radio Self-Pollution.

## Outtakes
Una versión promocional de Above tiene como bonus track una canción titulada "Interlude", seguida por "Artificial Red". Mad Season interpretó la canción "I Don't Wanna Be a Soldier" de John Lennon fue registrada durante este tiempo. "I Don't Wanna Be a Soldier" apareció en el álbum tributo a John Lennon de 1995, Working Class Hero.

## Posicionamiento

### Álbum
| Listas (1995)          | Posición |
| ---------------------- | -------- |
| US Billboard 200       | 24       |
| Norwegian Albums Chart | 24       |
| Swedish Albums Chart   | 46       |
| Canadian Albums Chart  | 65       |

### Sencillos
| Año                                                      | Sencillo                | Listas  | Listas | Listas |
| Año                                                      | Sencillo                | US Main | US Mod | CAN    |
| -------------------------------------------------------- | ----------------------- | ------- | ------ | ------ |
| 1995                                                     | "River of Deceit"       | 2       | 9      | 68     |
| 1995                                                     | "I Don't Know Anything" | 20      | —      | —      |
| "—" marca los sencillos que no estuvieron en los charts. |                         |         |        |        |

## Personal
| Mad Season - Barrett Martin – batería, percusión, Contrabajo, chelo, marimba, Vibráfono - Mike McCready – guitarra líder, rítmica y acústica - John Baker Saunders – bajo - Layne Staley – voz, guitarra rítmica, ilustraciones | Músicos adicionales y producción - Brett Eliason – Productor discográfico, Ingeniería de sonido, Mezcla - Sony Felho – Ingeniería - Sam Hofstedt – Asistente de Ingeniería - Mark Lanegan – voz en "I'm Above", "Long Gone Day", "Locomotive", "Black Book Of Fear" y "Slip Away" - Mad Season – producción, Director artístico - Lance Mercer – Fotografía - Gabrielle Raumberger – diseño - Skerik (Nalgas Sin Carne) – Saxofón en "Long Gone Day" - Howie Weinberg – mastering |